# Czechosłowacja na Zimowych Igrzyskach Olimpijskich 1960
Czechosłowację na Zimowych Igrzyskach Olimpijskich 1960 reprezentowało 21 zawodników, 20 mężczyzn i 1 kobieta.

## Zdobyte medale
| Medal  | Zawodnik    | Dyscyplina           | Konkurencja      | Rezultat  |
| ------ | ----------- | -------------------- | ---------------- | --------- |
| Srebro | Karol Divín | Łyżwiarstwo figurowe | Singiel mężczyzn | 141,3 pkt |

## Skład kadry

### Biegi narciarskie
Mężczyźni
| Zawodnik      | Konkurencja   | czas      | Pozycja |
| ------------- | ------------- | --------- | ------- |
| Rudolf Čillík | Bieg na 15 km | 57:23,7   | 36.     |
| Rudolf Čillík | Bieg na 30 km | 2:03:50,6 | 30.     |

### Hokej na lodzie
Reprezentacja mężczyzn
| - Vlastimil Bubník - Josef Černý - Bronislav Danda - Vladimír Dvořáček - Jozef Golonka - Karel Gut - Jaroslav Jiřík - Jan Kasper - František Mašlán |  | - Vladimír Nadrchal - Václav Pantůček - Rudolf Potsch - Jano Starší - František Tikal - František Vaněk - Miroslav Vlach - Jaroslav Volf |

Reprezentacja Czechosłowacji w rundzie wstępnej brała udział w rozgrywkach grupy B zajmując w niej drugie miejsce i awansując do rundy finałowej. W rundzie finałowej zajęła 4. miejsce

#### Runda pierwsza
Grupa B
| Drużyna           | M | Mecze | Mecze | Mecze | Bramki | Bramki | Bramki | Pkt |
| Drużyna           | M | W     | R     | P     | +      | –      | +/-    | Pkt |
| ----------------- | - | ----- | ----- | ----- | ------ | ------ | ------ | --- |
| Stany Zjednoczone | 2 | 2     | 0     | 0     | 19     | 6      | +13    | 4   |
| Czechosłowacja    | 2 | 1     | 0     | 1     | 23     | 8      | +15    | 2   |
| Australia         | 2 | 0     | 0     | 2     | 2      | 30     | -23    | 0   |

Wyniki
| 19 lutego 1960 | Stany Zjednoczone | 7:5 | Czechosłowacja |  |

|  | J.Mayasich 5:50 J.Mayasich 16:56 T.Williams 28:54 P.Johnson 41:58 W.Cleary 43:54 J.Mayasich 44:29 T.Williams 47:12 | (2:1, 1:3, 4:1) | J.Černý 7:04 V.Bubník 223:37 M.Vlach 29:57 V.Pantůček 33:37 J.Golonka 58:52 | Sędzia główny: Hugh McLean Sędziowie liniowi: Bill McKenzie |

| 20 lutego 1960 | Czechosłowacja | 18:1 | Australia |  |

|  | J.Golonka 2:35 J.Volf 3:29 R.Potsch 6:31 J.Golonka 8:30 J.Černý 9:30 J.Starší 14:30 J.Černý 15:56 V.Pantůček 20:32 R.Potsch 22:07 J.Starší 33:24 J.Starší 41:57 K.Gut 45:02 M.Vlach 45:49 M.Vlach 46:42 V.Bubník 49:09 J.Golonka 49:45 M.Vlach 53:44 J.Golonka 54:24 | (7:1, 3:0, 8:0) | D.Cunningham 5:17 | Sędzia główny: Bob Berry Sędziowie liniowi: Bill Riley |

### Tabela końcowa

#### Grupa finałowa
| Drużyna           | M | Mecze | Mecze | Mecze | Bramki | Bramki | Bramki | Pkt | Uwagi |
| Drużyna           | M | W     | R     | P     | +      | –      | +/-    | Pkt | Uwagi |
| ----------------- | - | ----- | ----- | ----- | ------ | ------ | ------ | --- | ----- |
| Stany Zjednoczone | 5 | 5     | 0     | 0     | 29     | 11     | +19    | 10  |       |
| Kanada            | 5 | 4     | 0     | 1     | 31     | 12     | +17    | 8   |       |
| ZSRR              | 5 | 2     | 1     | 2     | 24     | 19     | +5     | 5   |       |
| Czechosłowacja    | 5 | 2     | 0     | 3     | 21     | 23     | -2     | 4   |       |
| Szwecja           | 5 | 1     | 1     | 3     | 19     | 19     | 0      | 3   |       |
| Niemcy            | 5 | 0     | 0     | 5     | 5      | 45     | -40    | 0   |       |

Wyniki
| 22 lutego 1960 | ZSRR | 8:5 | Czechosłowacja |  |

|  | J.Cicinow 7:33 K.Łoktiew 15:56 W.Aleksandrow 18:26 J.Cicinow 25:38 K.Łoktiew 30:31 W.Aleksandrow 41:08 S.Pietuchow 44:28 K.Łoktiew 53:09 | (3:2, 2:1, 3:2) | V.Bubnik 14:17 J.Černý 19:44 V.Pantůček 35:01 V.Pantůček 45:03 V.Pantůček 50:13 |  |

| 24 lutego 1960 | Kanada | 4:0 | Czechosłowacja |  |

| Godzina: 18:00 | D.Sly 6:41 F.Martin 16:45 G.Samolenko 18:22 F.Martin 31:36 | (3:0, 1:0, 0:0) |  | Sędzia główny: Kurt Hauser Sędziowie liniowi: Richard Wagner |

| 25 lutego 1960 | Czechosłowacja | 3:1 | Szwecja |  |

| Godzina: 18:00 | V.Pantůček 12:17 J.Kasper 18:02 V.Pantůček 18:35 | (3:0, 0:1, 0:0) | N.Nilsson | Sędzia główny: Bill McKinzie Sędziowie liniowi: Hugh McLean |

| 27 lutego 1960 | Czechosłowacja | 9:1 | Niemcy |  |

| Godzina: 11:00 | F.Tikal 12:41 M.Vlach 14:46 V.Bubník 17:17 M.Vlach 30:59 R.Potsch 33:20 J.Starší 36:54 J.Jiřík 39:30 F.Vaněk 54:44 F.Vaněk 55:22 | (3:1, 4:0, 2:0) | H.Schuldes 4:26 | Sędzia główny: Hugh McLean Sędziowie liniowi: Bill McKinzie |

| 28 lutego 1960 | Stany Zjednoczone | 9:4 | Czechosłowacja |  |

| Godzina: 20:00 | W.olson 4:19 R.McVey 9:32 R.Christian 13:33 R.Christian 45:59 R.Cleary 47:40 R.Cleary 51:36 R.Christian 52:05 R.Cleary 52:43 R.Christian 57:56 | (3:3, 0:1, 6:0) | M.Vlach 0:08 V.Bubník 11:20 F.Vaněk 14:40 M.Vlach 26:58 | Sędzia główny: Hugh McLean Sędziowie liniowi: Bill McKinzie |

### Kombinacja norweska
Mężczyźni
| Zawodnik         | Konkurencja   | Bieg narciarski | Bieg narciarski | Bieg narciarski | Skoki narciarskie | Skoki narciarskie | Skoki narciarskie | Skoki narciarskie | Skoki narciarskie | Skoki narciarskie | Skoki narciarskie | Skoki narciarskie | Łącznie | Pozycja |
| Zawodnik         | Konkurencja   | Czas biegu      | Pozycja         | Punkty          | Skok 1            | Nota              | Skok 2            | Nota              | Skok 3            | Nota              | Punkty            | Pozycja           | Łącznie | Pozycja |
| ---------------- | ------------- | --------------- | --------------- | --------------- | ----------------- | ----------------- | ----------------- | ----------------- | ----------------- | ----------------- | ----------------- | ----------------- | ------- | ------- |
| Vlastimil Melich | Indywidualnie | 1:01:49,0       | 13.             | 227,097         | 55,5              | 96,0              | 60,5              | 98,5              | 61,5              | 99,5              | 198,0             | 23.               | 425,097 | 18.     |

### Łyżwiarstwo figurowe
| Zawodnik      | Konkurencja | Nota   | Pozycja |
| ------------- | ----------- | ------ | ------- |
| Jana Mrázková | Solistki    | 1338,7 | 4.      |
| Karol Divín   | Soliści     | 1414,3 | srebro  |